# Douglass (månekrater)
Douglass er et nedslagskrater på Månen. Det befinder sig på Månens bagside og er opkaldt efter den amerikanske astronom Andrew E. Douglass (1867 – 1962).
Navnet blev officielt tildelt af den Internationale Astronomiske Union (IAU) i 1970. 

## Omgivelser
Douglasskrateret ligger sydvest for Frostkrateret og syd-sydvest for den store bjergomgivne slette Landau. 

## Karakteristika
Den vestlige rand er blevet formet af adskillige nedslag, hvoraf det mest fremtrædende er en kraterrest, som skærer et udadgående hak i den nordvestlige rand. Den sydvstlige rand af denne indre kraterrest er nu ikke meget mere end en lav forhøjning i Douglass' kraterbund. Et andet nedslag langs den sydlige side har medført en mindre udadgående bule, og en del af dets rand danner en højderyg, som trænger ind over Douglass' kraterbund. Mindre kratere ligger langs den nordøstlige rand. Resten af randen er slidt og afrundet, og bunden i øvrigt er også jævn og uden særlige landskabstræk.

## Satellitkratere
De kratere, som kaldes satellitter, er små kratere beliggende i eller nær hovedkrateret. Deres dannelse er sædvanligvis sket uafhængigt af dette, men de får samme navn som hovedkrateret med tilføjelse af et stort bogstav. På kort over Månen er det en konvention at identificere dem ved at placere dette bogstav på den side af satellitkraterets midte, som ligger nærmest hovedkrateret. Douglasskrateret har følgende satellitkratere:
| Douglass | Længde  | Bredde   | Diameter |
| -------- | ------- | -------- | -------- |
| C        | 36,7° N | 121,0° V | 28 km    |
| X        | 38,4° N | 123,8° V | 23 km    |

## Måneatlas
- Billeder af Douglasskrateret i LPI-måneatlasset